# Bene immobile

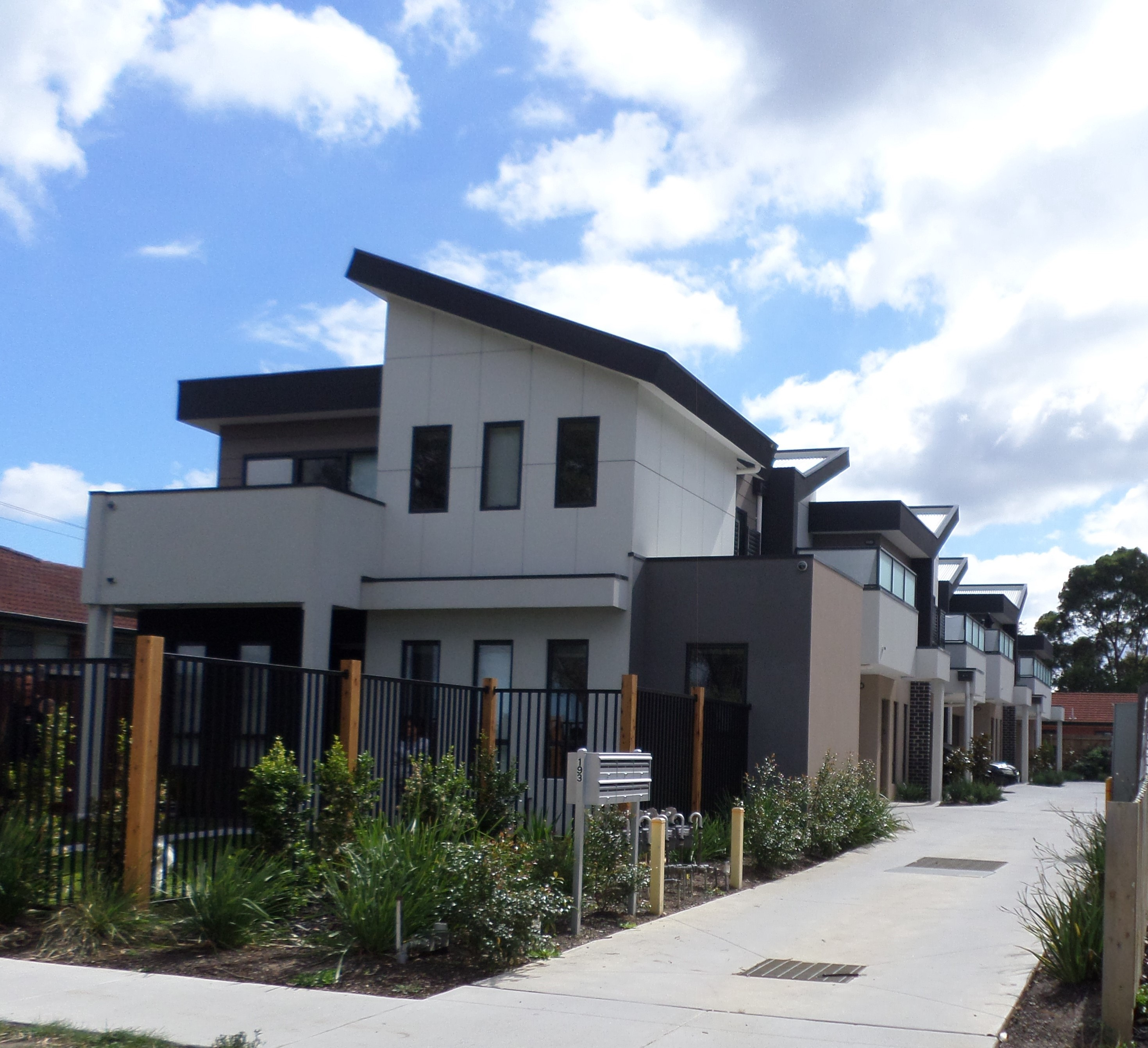
Una fotografia di case a schiera a Victoria, in Australia

Un bene immobile è un terreno, oppure un fabbricato o in genere una costruzione stabile, di qualunque materiale costituita, ovvero ogni combinazione di materiali di qualsiasi genere riuniti assieme, o saldamente connessi, in modo da formare un tutto omogeneo di forma particolare e prestabilita, atto all'uso cui la costruzione è destinata. Il bene immobile tipico è la casa di proprietà.
In determinate situazioni economiche essi sarebbero quindi classificabili come beni rifugio; in realtà anche i beni immobili possono essere soggetti a svalutazione nel medio lungo-periodo specie in relazione a fenomeni di speculazione come accaduto nel caso della bolla speculativa sugli edifici privati negli Stati Uniti nel 2008.
Tuttavia in Italia storicamente, il bene immobile ha rappresentato e rappresenta, visto l'andamento del mercato interno, un bene rifugio e tutto ciò che è saldamente ancorato al suolo (art. 812 del Codice Civile).
Il settore dei beni immobili viene indicato con l'espressione inglese real estate.

## In Italia

### Disciplina normativa
Per la legge italiana, che distingue i beni in mobili e immobili, sono considerati immobili, per disposizione espressa dell'art. 812 del Codice civile italiano:
Tutti gli altri beni non ricompresi in questa elencazione sono da considerarsi beni mobili.
Un tempo la distinzione tra beni immobili e beni mobili rappresentava la summa divisio all'interno della categoria dei beni. Oggi a quella distinzione se ne affiancano altre.
Gli immobili sono censiti in catasto, suddiviso in un catasto terreni (NCT, Nuovo Catasto terreni) e in un catasto edilizio (il Catasto dei Fabbricati).

### I trasferimenti della proprietà immobiliare
Ogni bene immobile, indipendentemente dal fatto che sia un fabbricato o un terreno, può avere uno o più titolari di diritto reale.
La proprietà o gli altri diritti reali sui beni immobili si possono trasferire tra soggetti solo tramite:
- contratto
- donazione
- decreto
- eredità
- usucapione

#### Contratto di compravendita
La proprietà immobiliare o altro diritto reale si può trasferire per contratto stipulato esclusivamente per iscritto, per atto pubblico o scrittura privata. L'atto pubblico, ai sensi dell'art. 2699 del codice civile, deve essere stipulato da un notaio o da un altro pubblico ufficiale a ciò autorizzato. Non esistendo alcun altro pubblico ufficiale autorizzato a stipulare una compravendita immobiliare, l'unico soggetto rimanente è il notaio. Diversamente dall'atto pubblico, la scrittura privata può essere stipulata da chiunque.

#### Donazione
La donazione si può effettuare esclusivamente per atto pubblico. Si differenzia dal contratto di compravendita perché una delle parti decide di arricchire un terzo senza alcun vantaggio economico per sé. La legge prevede modalità e condizioni sensibilmente diverse da quelle di una compravendita.

#### Decreto
Il decreto è un atto emesso dal tribunale civile che ordina il trasferimento di proprietà. Tale atto può avvenire per vari motivi: per esproprio, per pignoramento, ecc.

#### Eredità
Il mezzo più comune per acquistare la proprietà o altro diritto reale su un immobile. È necessario che l'eredità sia dovuta per legge o per testamento. Colui che riceve l'eredità dovrà poi necessariamente accettarla, secondo i metodi consentiti dalla legge.

#### Usucapione
È il mezzo per acquistare la proprietà tramite il possesso pubblico e pacifico per un determinato tempo del bene immobile, come stabilito dall'art. 1158 del codice civile. Trascorso il lasso di tempo che normalmente è pari a 20 anni la proprietà diviene automaticamente del possessore.
Sebbene sia usanza comune ricordare che è necessaria una sentenza per potere avere un titolo idoneo, essa ha valore esclusivamente dichiarativo, e pertanto serve a facilitare la possibilità di rivendere l'immobile o a dimostrare la proprietà a terzi. La legge infatti non prevede alcuna sentenza per acquisire la proprietà.

### Della tutela dei diritti sugli immobili
Sebbene la legge definisce questi metodi pienamente efficaci per acquistare la proprietà di un immobili, non tutti lo sono erga omnes. Per esempio, quando si fa una compravendita immobiliare, dal momento della sottoscrizione del contratto, esso è immediatamente efficace tra le parti. Pertanto, sia il venditore sia l'acquirente sono consapevoli che da quel momento il proprietario è l'acquirente. Quest'ultimo tuttavia non richiede solamente che il contratto sia efficace solo tra le parti, ma generalmente pretende che sia opponibile a terzi, in modo che chiunque venga a sapere chi sia il nuovo proprietario.
L'art. 2643 del codice civile infatti prevede che venga reso pubblico, tramite trascrizione in pubblici registri, qualsiasi atto che modifichi i diritti reali sui beni immobili. Ecco che, mediante la trascrizione, qualsiasi mezzo diventa efficace contro tutti.

#### Titolo per la trascrizione
Per questo, volendo sempre l'acquirente tutelare la proprietà dell'immobile, quest'ultimo si presenta al conservatore dei registri immobiliari, richiedendo di effettuare la trascrizione, allegando il titolo per la trascrizione. L'art. 2657 del codice civile prevede che la trascrizione non si può eseguire se non in forza di sentenza, atto pubblico o scrittura privata con sottoscrizione autenticata o accertata giudizialmente.
Per questi motivi, alcuni mezzi pur pienamente idonei per trasferire la proprietà (usucapione senza sentenza dichiarativa o scrittura privata non autenticata né accertata) non sono comunque titoli utili per la trascrizione e per questi motivi non sono normalmente utilizzati. Per poter trascrivere la proprietà di un immobile acquisito per usucapione, è necessaria la sentenza dichiarativa, dove viene constatata l'acquisizione della proprietà.
Allo stesso modo, la scrittura privata per poter essere trascritta è necessario che la sottoscrizione sia accertata giudizialmente o autenticata. Ai sensi dell'art. 2703 del codice civile, la sottoscrizione può essere autenticata da un notaio o da un altro pubblico ufficiale a ciò autorizzato. Non esistendo alcun altro pubblico ufficiale a oggi autorizzato ad autenticare una scrittura privata di contratti, l'unico soggetto rimanente è il notaio.

### Suddivisioni catastali
Da un punto di vista amministrativo, i terreni sono suddivisi in terreni agricoli e aree edificabili (o "fabbricabili"), mentre i fabbricati sono divisi nelle tipologie individuate dalle tabelle delle categorie catastali, che sono suddivise in:
- Immobili a destinazione ordinaria
- Immobili a destinazione speciale
- Immobili a destinazione particolare